# Heiligenborn (Bad Laasphe)
Heiligenborn (mundartlich Häljeboan oder Heljeborn) ist ein westsüdwestlicher Stadtteil von Bad Laasphe im nordrhein-westfälischen Kreis Siegen-Wittgenstein (Deutschland).
Gemäß der Hauptsatzung der Stadt Bad Laasphe gehört die Gemarkung Heiligenborn zum Stadtteil Banfe. Heute stehen nur vier Häuser im Ort, in dem insgesamt fünf Personen leben.

## Geographische Lage
Die Ansiedlung Heiligenborn befindet sich im südlichen Teil des Rothaargebirges an der südöstlichen Grenze des Kreises Siegen-Wittgenstein. Von Bad Laasphe ist Heiligenborn rund 10 km (Luftlinie) in Richtung Westsüdwesten entfernt. Der Ort ist von allen Seiten von einem Waldgebiet umgeben. Heiligenborn ist nur über zwei schmale Straßen erreichbar, von denen eine 2009 ausgebaut wurde.
Durch Heiligenborn fließt der Schwarze Langenbach, der dort einen Teich speist und ein Zufluss der Ilse ist. Diese wiederum entfließt rund 850 m südöstlich der Ortschaft der am Rothaarsteig gelegenen heiligen Ilsequelle. Oberhalb der Quelle liegt mit dem Kompass mit 694,1 m ü. NHN der Gipfel des höchsten Bergs im Stadtgebiet von Bad Laasphe. Rund 2,5 km westlich von Heiligenborn entspringt die Lahn.
Bei Heiligenborn befindet sich zudem der Märchenwanderweg Kleiner Rothaar.

## Geschichte
Den Namen Heiligenborn hat der Ort von der Ilsequelle, die bereits im Mittelalter als heiliger Born über die Landesgrenzen hinaus bekannt war. Um 1700 entstand Heiligenborn als Kanonsiedlung. Um 1850 verkauften die Bewohner ihren Besitz an die Fürstliche Verwaltung in Laasphe und verließen ihre Häuser, die meisten sind nach Amerika ausgewandert.
Heiligenborn war bis zur Durchführung des Sauerland/Paderborn-Gesetzes am 1. Januar 1975 eine selbstständige Gemeinde.
Heute sind der Ort Heiligenborn, in dem noch vier Häuser und die alte als Wohnhaus genutzte Schule stehen, und die umliegenden Wälder in Privatbesitz.

### Einwohnerentwicklung
- 1961: 22 Einwohner[4]
- 1970: 15 Einwohner[4]
- 1974: 14 Einwohner[5]
- 2003: 05 Einwohner